# Agriopodes corticosa
Agriopodes corticosa är en fjärilsart som beskrevs av Achille Guenée 1852. Agriopodes corticosa ingår i släktet Agriopodes och familjen nattflyn. Inga underarter finns listade i Catalogue of Life.